# Valmet Lentokoneteollisuus
A Valmet, oficialmente Valmet Lentokoneteollisuus, foi uma empresa aeronáutica da Finlândia até 1996, altura em que foi adquirida pela Patria Oyj. Ao longo da sua história, que se estendeu ao longo de grande parte do século XX, a empresa foi fundada com a designação Ilmailuvoimien Lentokonetehdas, Valtion Lentokonetehdas, Valmet OY Lentokonetehdas e Valmet Lentokonetehtaan.

## História
Quatro anos depois de a Finlândia se tornar independente em 1917, a Ilmailuvoimien Lentokonetehdas foi estabelecida em Abril de 1921. A empresa construiu várias aeronaves sob licença no período entreguerras, e durante a Segunda Guerra Mundial continuou a produzir aeronaves de diversos países para equipar o governo nas guerras contra a União Soviética. Depois do final da guerra 1945, a empresa deixou de produzir aeronaves.
Em 1951 a Valmet voltou a produzir aeronaves. Até 1989, a empresa mudou várias vezes o seu nome, até ser adquirida pela Patria Oyj em 5 de Setembro de 1996.